# Kirari (singolo)
Kirari (キラリ?) è il quarto singolo dei Dazzle Vision, terzo ed ultimo estratto dall'album omonimo.

## Il disco
È stato distribuito il 14 aprile 2011. È l'unico dei tre singoli estratti dall'album a non essere stato pubblicato solo digitalmente, ed è il primo della band ad avere anche un video, trasmesso quello stesso giorno per la prima volta.

## Video
Il video mostra la band eseguire il brano all'interno di una stanza completamente bianca e spoglia, a cui il quartetto fa contrasto sfoggiando abiti completamente neri (tranne la cantante Maiko nei primi secondi del video).

## Lista tracce
1. Kirari (キラリ?) (Maiko) – 5:07
2. Kirari (video) (キラリ (VIDEO)?) – 5:13

## Formazione
- Maiko – voce
- John – chitarra
- Takuro – basso, tastiere
- Haru – batteria